# Bloom Into You
Bloom Into You (やがて君になる, Yagate kimi ni naru), est une série de yuri mangas japonais écrits et illustrés par Nio Nakatani.
Il est prépublié dans le Monthly Comic Dengeki Daioh en 2015 et a été compilé en 8 volumes reliés par ASCII Media Works sous le label Dengeki Comics.
La version française est publiée par Kana depuis septembre 2019 et une adaptation en anime par TROYCA est diffusée à partir du 5 octobre 2018.

## Histoire

### Prologue
Yū Koito est une élève en première année de lycée. Bien qu'elle a toujours aimé les shōjo mangas, elle est incapable d'éprouver des sentiments romantiques. Par exemple, lorsqu'un élève de son collège lui avoue ses sentiments pour elle, Yū ne ressent rien. Elle repousse sa réponse à plus tard et finit par entrer au lycée, toujours incertaine de sa réponse.

### Synopsis
Entrant au lycée, Yū Koito rencontre Tōko Nanami, élève de second année et présidente du conseil des élèves. L'ayant vu rejeter une confession d'amour, Yū décide de lui demander conseil. Elle découvre alors que Tōko n'a jamais accepté de confession parce qu’aucune d'elles ne lui a fait ressentir quoi que ce soit de particulier. Les deux filles s'unissent dans leurs similarités mais finalement, Tōko réalise qu'elle commence à ressentir des sentiments pour Yū.

## Personnages
- Yū Koito (小糸 侑, Koito Yū)

Voix japonaise : Hisako Kanemoto (manga PV), Yūki Takada (anime)
Lycéenne de première année.
Elle a des difficultés à ressentir le sentiment d’être amoureuse. Elle est du genre à avoir du mal à refuser ce qu'on lui demande. Sa famille possède une librairie et vit au-dessus.
- Tōko Nanami (七海 燈子, Nanami Tōko)

Lycéenne de deuxième année de lycée et présidente du conseil des élèves. Elle a la confiance de toute l'école.
Elle aussi a du mal avec les sentiments romantiques, du moins jusqu'à ce qu'elle rencontre Yū. Sa meilleure amie est Sayaka Saeki.
- Sayaka Saeki (佐伯 沙弥香, Saeki Sayaka)

Lycéenne de deuxième année de lycée et vice-présidente du conseil des élèves.
C'est la meilleure amie de Nanami depuis leur entrée au lycée.
- Seiji Maki (槙 聖司, Maki Seiji)

Lycéen de première année, il s’est porté volontaire pour aider au conseil des élèves. Il a grandi entouré de deux sœurs aînées et d’une sœur cadette, et n'a donc aucune difficulté à parler avec des filles,.
- Suguru Dōjima (堂島 卓, Dōjima Suguru)

Il est en première année de lycée et membre du conseil des élèves.
- Koyomi Kanō (叶 こよみ, Kanō Koyomi)

Camarade de classe de Yū, et son amie depuis le collège. Elle veut devenir écrivaine.
- Akari Hyūga (日向 朱里, Hyūga Akari)

Camarade de classe de Yū, et son amie depuis le collège. Elle est membre du club de basket-ball.
- Riko Hakozaki (箱崎 理子, Hakozaki Riko)

Elle est professeure et conseillère du conseil des élèves.
- Miyako Kodama (児玉 都, Kodama Miyako)

Elle est la gérante d’un café que le conseil des étudiants fréquente régulièrement. Elle vit en couple avec Riko Hakozaki depuis l’université, bien que cette dernière préfère que cela reste secret. Elle est décontractée, amicale et détendue, contrairement à Riko, un peu plus sérieuse. Elle est également compatissante et mature, comme lorsqu’elle donne à Sayaka Saeki des conseils et la rassure sur ses propres problèmes relationnels.
- Rei Koito (小糸 怜, Koiti Rei)

Grande sœur de Yū
- Riko Hakozaki (箱崎 理子, Hakozaki Riko)

- Suguru Doujima (堂島 卓, Doujima Suguru)

Doujima est un lycéen de première année et membre du conseil des élèves.
- Akari Hyuuga (日向 朱里, Hyuuga, Akari)

Akari Hyuuga est un étudiant de première année du lycée et l’ami de Yū. C’est une joueuse de basket-ball passionnée.

## Analyse de l'œuvre

### Inspiration et création de l'œuvre
Avant de créer la série, Nio Nakatani était principalement connue pour son travail sur les dōjinshi, en particulier ceux basés sur la série Touhou Project. Dans une interview elle déclare : « J’avais l’habitude de dessiner des mangas pour les doujinshi, mais depuis quelque temps, je dessine beaucoup de relations entre filles. Je n’étais pas très consciente de faire du yuri, mais on disait souvent aux gens autour de moi qu’ils étaient des « mangas yuri ». J’ai donc décidé de dessiner un manga original intitulé « Yuri, peu importe comment vous le regardez ». À ce moment-là, la personne actuelle en charge de Dengeki Daioh m’a invité à publier un manga yuri, alors j’ai élaboré un plan. ».
Lorsque Tatsuya Kusunoki, un éditeur du magazine de manga Dengeki Daioh (dans lequel Nakatani avait fait ses débuts professionnels avec la publication de sa nouvelle précédemment auto-publiée Farewell to My Alter.

### Thèmes abordés
Le manga aborde les difficultés de Yū a exprimer ces sentiments à Tōko et au changement de nature que prennent ces sentiments au fur et à mesure du temps,.
Des critiques font remarqués que l'absence de sentiments éprouvés par Yū pourrait s'expliquer par son aromantisme,,,.

## Manga
Le manga est écrit et illustré par Nio Nakatani. Il est sérialisé dans le Monthly Comic Dengeki Daioh à partir du 27 avril 2015 au 27 septembre 2019,,, puis publié en volumes reliés par ASCII Media Works sous le label Dengeki Comics. Il est également publié en anglais par Seven Seas Entertainment à partir de janvier 2017 et en français par Kana depuis septembre 2019.

### Fiche technique
- Édition japonaise : ASCII Media Works
  - Nombre de volumes sortis : 8[23]
  - Date de première publication :
  - Prépublication : Monthly Comic Dengeki Daioh
- Édition française : Kana
  - Nombre de volumes sortis :
  - Date de première publication : septembre 2019[24]
  - Format :
- Autres éditions :
  - Monde anglophone : Seven Seas Entertainment

### Liste des volumes
| no | Japonais          | Japonais          | Français          | Français          |
| no | Date de sortie    | ISBN              | Date de sortie    | ISBN              |
| --- | ----------------- | ----------------- | ----------------- | ----------------- |
| 1 | 27 octobre 2015   | 978-4-0486-5432-6 | 20 septembre 2019 | 978-2-5050-7677-3 |
| Liste des chapitres : - Chapitre 1 : Les étoiles me sont inaccessibles (わたしは星に届かない) - Chapitre 2 : La fièvre monte (発熱) - Chapitre 3 : Candidate au premier amour (初恋申請) - Chapitre 4 : Coincée sur Terre (まだ大気圏) - Chapitre 5 : Celle qui m'aime (わたしを好きな人)                                                                                                 |                   |                   |                   |                   |
| 2 | 27 avril 2016     | 978-4-0486-5875-1 | 25 octobre 2019   | 978-2-5050-7678-0 |
| Liste des chapitres : - Chapitre 6 : La différence entre l'amour et un baiser (好きとキスの距離) - Chapitre 7 : Simple spectateur (役者じゃない) - Entracte : Un tour à la librairie - Chapitre 8 : Problème à choix multiples (選択問題) - Chapitre 9 : Problème à choix multiples (suite) (続・選択問題) - Entracte : Avant l'aube - Chapitre 10 : Des mots enfermés (言葉は閉じ込めて) |                   |                   |                   |                   |
| 3 | 26 novembre 2016  | 978-4-0489-2431-3 | 6 décembre 2019   | 978-2-5050-7950-7 |
| Liste des chapitres : - Chapitre 11 : Multitude de secrets (秘密のたくさん) - Chapitre 12 : Étincelles (種火) - Entracte : Rei, pendant ce temps là - Chapitre 13 : Retenu par la pluie (降り籠める) - Chapitre 14 : Croisements (交点) - Entracte : Ainés et cadets - Chapitre 15 : A vos marques (位置について) - Chapitre 16 : Départ inaudible (号砲は聞こえない)                     |                   |                   |                   |                   |
| 4 | 27 juin 2017      | 978-4-0489-2919-6 | 28 février 2020   | 978-2-5050-7951-4 |
| Liste des chapitres : - Chapitre 17 : Insatisfaite (私未満) - Chapitre 18 : L'étoile du Midi (昼の星) - Entracte : Pas besoin de premier amour - Chapitre 19 : Mirage (逃げ水) - Chapitre 20 : L'équilibre du triangle (三角形の重心) - Chapitre 21 : Le feu aux poudres (導火) - Chapitre 22 : Imprévisibles suffocations (気が付けば息もできない)                                       |                   |                   |                   |                   |
| 5 | 27 janvier 2018   | 978-4-0489-3541-8 | 12 juin 2020      | 978-2-5050-7952-1 |
| Liste des chapitres : - Entracte : D'hier à demain - Chapitre 23 : Jusqu'au terminus (終着駅まで) - Chapitre 24 : La phare (灯台) - Chapitre 25 : Faire des compromis pour ses rêves (憧れの着地点) - Chapitre 26 : Co-actrices (共演者) - Chapitre 27 : Une seule peur (怖いものひとつ) - Chapitre 28 : Souhait (願い事)                                                                 |                   |                   |                   |                   |
| 6 | 27 septembre 2018 | 978-4-0491-2047-9 | 21 août 2020      | 978-2-5050-7953-8 |
| Liste des chapitres : - Chapitre 29 : Lever de rideau (開幕) - Chapitre 30 : Première partie (前篇) - Chapitre 31 : Deuxième partie (後篇) - Chapitre 32 : Dans les coulisses (舞台の下で) - Chapitre 33 : Élan (助走) - Chapitre 34 : Débordement (零れる, Koboreru) |                   |                   |                   |                   |
| 7 | 26 avril 2019     | 978-4-0491-2493-4 | 23 octobre 2020   | 978-2-5050-8455-6 |
| Liste des chapitres : - Chapitre 35 : Une après l'autre (一人と一人) - Chapitre 36 : Un jour plus tard (いつかの明日) - Entracte : Analyse des réponses - Chapitre 37 : Allumage (灯す) - Chapitre 38 : Direction (針路) - Chapitre 39 : Dans la lumière (光の中にいる) |                   |                   |                   |                   |
| 8 | 27 novembre 2019  | 978-4-0491-2869-7 | 27 novembre 2020  | 978-2-5050-8456-3 |
| Liste des chapitres : - Chapitre 40 : Celle que j'aime (わたしの好きな人) - Chapitre 41 : Carte maritime vierge (海図は白紙) - Chapitre 42 : Dissertation (記述問題) - Chapitre 43 : Dissertation (suite) (続・記述問題) - Chapitre 44 : Soir et matin (夜と朝) - Chapitre 45 : Voie maritime (船路)                                                                                      |                   |                   |                   |                   |

## Anime
Une adaptation en anime de 13 épisodes est annoncée dans le numéro de juin 2018 du Monthly Comic Dengeki Daioh.

### Série télévisée
La série télévisée d'animation est diffusée à partir du 5 octobre 2018. La musique est composée par, l'opening interprété par Riko Azukina et l'ending par Yūki Takada et Minako Kotobuki dans les rôles de leurs personnages respectifs.
Le réalisateur a déclaré que c'est la première fois qu'il s'occupait d'une œuvre yuri.

#### Fiche technique
- Titre original : やがて君になる (Yagate Kimi ni Naru)
- Titre français : Bloom into You
- Réalisation : Makoto Katō[6]
- Scénario : Jukki Hanada
- Musique :  Michiru Ōshima
- Composition de la série : Masashi Sogo
- Character design : Hiroaki Gohda
- Studio d’animation : TROYCA
- Licencié par :
  -  Japon : AT-X[29], Tokyo MX, Sun TV, KBS Kyoto, TV Aichi, TVQ Kyushu, BS11
- Nombre d’épisodes diffusés :
  -  Japon : 13
- Nombre d’épisodes disponible en DVD :
  -  Japon : 13[30]

- Dates de première diffusion :
  -  TV Tokyo : 5 octobre 2018[31]

#### Liste des épisodes
| No | Titre français                                            | Titre japonais                     | Titre japonais                            | Date de 1re diffusion |
| No | Titre français                                            | Kanji                              | Rōmaji                                    | Date de 1re diffusion |
| --- | --------------------------------------------------------- | ---------------------------------- | ----------------------------------------- | --------------------- |
| 1 | Les étoiles me sont inaccessibles                         | わたしは星に届かない               | Watashi wa woshi ni todokanai             | 5 octobre 2018        |
| Alors qu'on lui demande d'aider le conseil des élèves, Yū Koito croise le chemin d'une membre du conseil, Tōko Nanami, au moment où celle-ci refuse les avances d'un garçon en expliquant qu'elle n'a pas l'intention de sortir avec qui que ce soit. Se remémorant la confession d'un garçon auquel elle n'a toujours pas répondu, Yū confie à Tōko qu'elle ne comprend pas ces sentiments. Après l'avoir aidé à proprement rejeter la confession, Tōko déclare à Yū qu'elle est tombée amoureuse d'elle. Plus tard, Tōko demande à Yū de l'aider dans sa campagne pour devenir présidente du conseil des élèves. |                                                           |                                    |                                           |                       |
| 2 | Poussée de fièvre / Premier amour déclaré                 | 発熱／初恋申請                     | Hatsunetsu / Hatsukoi shinsei             | 12 octobre 2018       |
| La décision de Tōko de faire de Yū sa manager de campagne ne convient pas vraiment à sa meilleure amie Sayaka Saeki, même si cette dernière finit par accepter de l'aider. Plus tard, alors que Yū annonce qu'elle n'est pas du genre à tomber amoureuse, Tōko l'embrasse soudainement. Alors que l'attention se porte sur les campagnes, Yū remarque que Tōko la considère vraiment spéciale et devient jalouse de ne pas pouvoir ressentir la même chose. Tōko le remarque et demande à Yū de la laisser être amoureuse d'elle, même si cela n'est pas réciproque. Yū accepte la proposition. |                                                           |                                    |                                           |                       |
| 3 | Toujours sur Terre / Celle qui m'aime                     | まだ大気圏／わたしを好きな人       | Mada taikiken / Watashi o suki na hito    | 19 octobre 2018       |
| Yū a rendez-vous avec des amies du collège, dont l'une vient d'être rejetée par le garçon qu'elle aime. Le jour des élections, Tōko révèle à Yū qu'elle est nerveuse à l'idée de rester parfaite au regard de tout le monde, et craint de redevenir la personne qu'elle était avant. Yū la rassure en lui disant qu'elle peut lui faire part de ses faiblesses sans crainte. Malgré sa propre nervosité, Yū fait son discours de campagne, et annonce par la même occasion sa volonté de rejoindre le conseil des élèves. Cela mène à la victoire de Tōko. |                                                           |                                    |                                           |                       |
| 4 | L'écart entre l'amour et un baiser / Un Simple Spectateur | 好きとキスの距離／役者じゃない     | Suki to kisu no kyori / Yakusha janai     | 26 octobre 2018       |
| Tōko annonce qu'elle aimerait restaurer une tradition pour laquelle le conseil des élèves joue une pièce de théâtre durant le festival culturel du lycée. Plus tard, Seiji Maki, un autre membre du conseil des élèves, aperçoit Tōko et Yū s'embrasser. Après l'avoir dit à Yū, Seiji, qui préfère observer les romances des autres, accepte de ne rien dire à qui que ce soit. Il laisse aussi entendre à Yū qu'elle pourrait être plus amoureuse de Tōko que ce qu'elle ne pense. |                                                           |                                    |                                           |                       |
| 5 | Choix multiples                                           | 選択問題／続・選択問題             | Sentaku mondai / Zoku sentaku mondai      | 2 novembre 2018       |
| Alors qu'elle ressasse c'est que Maki lui a dit, une amie de Yū lui demande de lui donner son avis sur la nouvelle qu'elle a écrit. Plus tard, Yū invite Tōko chez elle pour étudier. Cette dernière s'inquiète à propos des sentiments de Yū pour elle. Tōko fait ensuite la rencontre de Rei, la sœur de Yū. |                                                           |                                    |                                           |                       |
| 6 | Des Mots enfermés                                         | 言葉は閉じ込めて／言葉で閉じ込めて | Kotoba wa tojikome / Kotoba de tojikomete | 9 novembre 2018       |
| Le conseil des élèves cherche quelqu'un pour écrire le script de sa pièce de théâtre. Yū pense à Koyomi, mais ne dit rien de peur que cela cause des ennuis à Tōko. Sayaka le remarque et propose à Yū de regarder les archives du conseil des élèves de 7 ans auparavant. Incapable de trouver ces documents, Yū apprend de sa sœur et d'un professeur que Tōko avait une sœur, Mio, qui était présidente du conseil des élèves il y a 7 ans, mais qui est décédée dans un accident de la route avant qu'elle ne puisse jouer sa propre pièce de théâtre. Yū réalise alors que Tōko fait tout pour ressembler à sa défunte sœur, et tente de la convaincre de ne pas se forcer à jouer la pièce. Tōko refuse car elle ne peut pas arrêter ce qui la rend spécial aux yeux des autres. Yū déclare finalement qu'elle ne peut tomber amoureuse d'aucune des personnalités de Tōko, mais promet qu'elle restera à ses côtés et l'aidera avec la pièce. |                                                           |                                    |                                           |                       |
| 7 | Une multitude de petits secrets / Une étincelle           | 秘密のたくさん／種火               | Himitsu no takusan / Tanebi               | 16 novembre 2018      |
| Sayaka se remémore comment, après être sortie avec fille au collège et s'être finalement aperçue que cette fille n'était pas sérieuse, elle est tombée amoureuse de Tōko. Yū, Tōko, Sayaka et Koyomi se réunissent dans un café pour discuter du scénario de la pièce de théatre, et Sayaka remarque quelque-chose entre sa professeur Riko Hakozaki et la tenancière du café Miyako Kodama. Plus tard, Sayaka revient seule pour parler avec cette dernière. Elle apprend que Riko et Miyako sont en relation et lui dévoile alors ses sentiments pour Tōko. |                                                           |                                    |                                           |                       |
| 8 | Le croisement / Sous la pluie                             | 交点／降り籠める                   | Kōten / Ori komeru                        | 23 novembre 2018      |
| Alors qu'elle attend Tōko à la gare, Sayaka croise brièvement son ex-petite-amie et lui déclare qu'elle est en paix avec elle. Plus tard, durant un entrainement du conseil des élèves pour un relai sportif, Yū passe du temps avec Sayaka et recueille ses pensées sur Toko et sur la pièce de théâtre. Par un temps pluvieux, Tōko propose à Yū de partager son parapluie pour rentrer chez elle. Tōko reste toutefois prudente lorsque Yū commence à montrer des signes d'affection. |                                                           |                                    |                                           |                       |
| 9 | En position / Top départ inaudible                        | 位置について／号砲は聞こえない     | Ichi ni tsuite/ Gōhō wa kikoenai          | 30 novembre 2018      |
| Durant les préparations pour le festival sportif du lycée, Tōko retrouve Yū dans un local de rangement et en profite pour l'embrasser. Tōko demande également à cette dernière de l'embrasser d'elle même à la fin du festival pour récompenser les efforts qu'elle va faire pour bien se comporter. Durant le festival, Maki déclare à Yū qu'il ne ressent de sentiments amoureux pour personne et qu'il préfère observer les relations des autres à distance. Yū déclare être dans le même cas, mais Maki pense toutefois qu'elle est davantage touchée par la solitude. À la fin du festival, Tōko réclame sa récompense, mais Yū ne parvient pas à engager le baiser d'elle-même. |                                                           |                                    |                                           |                       |
| 10 | Insatisfaite & L'Étoile du midi / Mirage                  | 私未満／昼の星／逃げ水             | Watashi-miman / Hiru no hoshi / Nigemizu  | 7 décembre 2018       |
| Koyomi a terminé le premier brouillon du script pour la pièce théâtre. Celui-ci est centré autour d'une fille amnésique qui doit choisir laquelle est la bonne parmi les interprétations de sa personnalités par plusieurs proches. Alors que le conseil des élèves prépare une sortie de groupe pour répéter la pièce, Yū retrouve Natsuki, une amie à elle, pour faire les magasins. Cette dernière remarque à quel point Yū a changé depuis le collège. Pendant ce temps, Tōko reste obsédée par l'idée de devenir comme ça sœur. |                                                           |                                    |                                           |                       |
| 11 | L'équilibre du triangle / Le Feu aux poudres              | 三角形の重心／導火                 | Sankakkei no jūshin / Dōka                | 14 décembre 2018      |
| Alors que débute le camp d’entraînement de la pièce de théâtre, Koyomi est préoccupée par la fin du script et se demande si elle a choisi la bonne. Le deuxième jour, Tomoyuki Ichigaya, un ancien camarade de classe de Mio Nanami, est invité pour coacher les élèves. Lorsqu'elle lui demande comment était sa sœur, Tōko est choquée d'apprendre qu'elle était très différente de la personne à laquelle elle pensait. |                                                           |                                    |                                           |                       |
| 12 | Imprévisibles suffocations                                | 気が付けば息も出来ない             | Kigatsukeba iki mo dekinai                | 21 décembre 2018      |
| La fin du camp approche et Yū s'inquiète de plus en plus pour Tōko. Après le camp, Yū invite Tōko chez elle et apprend ses inquiétudes à la suite de sa discussion avec Tomoyuki et concernant sa sœur. Afin que Tōko arrête de se détester, Yū demande à Koyomi de réécrire la fin du script, pour montrer une autre possibilité à Tōko. |                                                           |                                    |                                           |                       |
| 13 | Jusqu'au terminus / Le phare                              | 終着駅まで／灯台                   | Shūchaku Eki Made / Tōdai                 | 28 décembre 2018      |
| Pendant que Yū et Koyomi travaillent sur la nouvelle version du script, Sayaka demande à Tōko quelle image elle avait personnellement de sa sœur. Plus tard, Yū et Tōko visitent un aquarium, et Tōko parle de ses sentiments pour Yū. Alors que les deux filles décident de répéter la pièce de théâtre, Yū dit indirectement à Tōko qu'elle n'a pas besoin de se forcer à devenir quelqu'un d'autre. |                                                           |                                    |                                           |                       |

#### Musique
Le thème d'opening est Touchée par toi (君にふれて, Kimi ni Furete) chanté par Riko Azuna et le thème final est chanté par Yūki Takada et Minako Kotobuki.

#### Diffusion
La diffusion a lieu du 5 octobre au 28 décembre 2018.

### Doublage
|               | Voix japonaise  |
| ------------- | --------------- |
| Yū Koito      | Yūki Takada     |
| Tōko Nanami   | Minako Kotobuki |
| Sayaka Saeki  | Ai Kayano       |
| Seiji Maki    | Taichi Ichikawa |
| Suguru Dōjima | Shō Nogami      |
| Koyomi Kanō   | Konomi Kohara   |
| Akari Hyūga   | Yuka Terasaki   |
| Riko Hakozaki | Mai Nakahara    |

Source : Anime News Network,,.

## Produits dérivés

### Nouvelle
Une nouvelle consacrée à l'histoire de Sayaka et intitulée Yagate Kimi ni Naru: Saeki Sayaka ni Tsuite (やがて君になる 佐伯沙弥香について) est écrite par Iruma Hitoma et publiée pour la première fois le 10 novembre 2018 dans le Dengeki Bunko de Kadokawa. Une suite est prévue pour 2022.

### Théâtre
Une pièce de théâtre adaptée du manga a été créée en 2019.

### Coffret
Le 17 décembre 2019, Sentai Filmworks met en vente un coffret contenant les épisodes de l'anime sur Blu-Ray, plusieurs storyboards et d'autres goodies.

## Accueil

### Réception critique
Lissa Pattillo, manager de production chez Seven Seas Entertainment, admire « les artworks adorables, et la charmante histoire d'amour ».
Nicki “YuriMother” Bauman parle du manga comme l’une des œuvres de yuri les plus réussies de mémoire récente.
Des critiques ont soit fait l’éloge de la série pour la représentation de l'orientation romantique.
Erica Friedman, présidente de la Yuricon et d'ALC Publishing a écrit une critique du manga, et admire le réalisme des personnages. Elle ajoute que contrairement à la plupart des séries yuri, celle-ci comporte un important personnage masculin, ce qui est un changement intéressant. Elle note aussi que bien que les séries yuri ne soient pas courantes dans le Monthly Comic Dengeki Daioh, la plupart du temps elles sont plutôt du genre pleines de fan service. Friedman trouve donc encourageant d'avoir une série yuri « sympa » comme Yagate kimi ni naru. Elle trouve toutefois des aspects problématiques à la série. Pour elle, le scénario montre que si les sentiments de Tōko sont « honnêtes et sincères », alors « automatiquement Yū va finir par tomber amoureuse d'elle ». Toutefois, dans le monde réel, la sincérité des sentiments ne devrait pas être un « type de contrat » qui devrait « être retourné par la personne objet de leur affection ». Elle avance par exemple que si Yū était aromantique, elle ne retournerait jamais les mêmes sentiments pour Tōko. Friedman s'inquiète donc que la volonté de Yū « lui soit retirée » alors que le scénario progresse. Dans sa revue des volumes suivants, elle continue de désapprouver « la manipulation et l'ignorance de consentement » que Tōko exerce sur Yū.
Le site ADN donne la note de 4.8/5 à l'anime.

### Réception commerciale
Yagate kimi ni naru se place 4e des Next Manga Awards de 2017 de Niconico et Da Vinci,. Le 4e volume du manga se classe à la 30e place du classement hebdomadaire d'Oricon, et 5e volume à la 21e place. Le 24 mars 2018, on annonce que le manga est à la 3e place dans la liste de AnimeJapan des « mangas les plus désirés en anime par les fans ».
En octobre 2018, le manga avait été vendu à 20 887 exemplaires. Ce qui en fait la 34e plus grande vente de l'année selon AnimeNewsNetwork.
En 2019, 1 000 000 d’exemplaires ont été vendus au Japon.

### Œuvres
Édition japonaise
1. 1 2  (ja) « やがて君になる 1 », sur Kadokawa (consulté le 8 juin 2018)
2. 1 2  (ja) « やがて君になる 2 », sur Kadokawa (consulté le 8 juin 2018)
3. 1 2  (ja) « やがて君になる 3 », sur Kadokawa (consulté le 8 juin 2018)
4. 1 2  (ja) « やがて君になる 4 », sur Kadokawa (consulté le 8 juin 2018)
5. 1 2  (ja) « やがて君になる 5 », sur Kadokawa (consulté le 27 août 2018)
6. 1 2  (ja) « やがて君になる 6 », sur Kadokawa (consulté le 27 août 2018)
7. 1 2  (ja) « やがて君になる 7 », sur Kadokawa (consulté le 28 avril 2019)
8. 1 2  (ja) « やがて君になる 8 », sur Kadokawa (consulté le 7 octobre 2019)

Édition française
1. 1 2  (fr) « Bloom Into You T1 », sur Kana (consulté le 24 août 2019)
2. 1 2  (fr) « Bloom Into You T2 », sur Kana (consulté le 24 août 2019)
3. 1 2  (fr) « Bloom Into You T3 », sur Kana (consulté le 24 août 2019)
4. 1 2  (fr) « Bloom Into You T4 », sur Kana (consulté le 17 décembre 2019)
5. 1 2  (fr) « Bloom Into You T5 », sur Kana (consulté le 17 décembre 2019)
6. 1 2  (fr) « Bloom Into You T6 », sur Kana (consulté le 17 décembre 2019)
7. 1 2  (fr) « Bloom Into You T7 », sur Kana (consulté le 23 décembre 2020)
8. 1 2  (fr) « Bloom Into You T8 », sur Kana (consulté le 23 décembre 2020)